# 1327 Namaqua
Az 1327 Namaqua (ideiglenes jelöléssel 1934 RT) a Naprendszer kisbolygóövében található aszteroida. Cyril Jackson fedezte fel 1934. szeptember 7-én, Johannesburgban.